# Vierkirchen (Bajorország)
Vierkirchen település Németországban, azon belül Bajorországban. Lakosainak száma 4719 fő (2023. december 31.). Vierkirchen Weichs és Petershausen községekkel határos.

## Népesség
A település népessége az elmúlt években az alábbi módon változott:
| Lakosok száma | 512  | 1084 | 2551 | 2940 | 4364 | 4485 | 4551 | 4559 | 4561 | 4719 |
|               | 1875 | 1950 | 1975 | 1987 | 2012 | 2014 | 2016 | 2017 | 2021 | 2023 |